# 貪食鸚竺鯛
貪食鸚竺鯛（學名：Ostorhinchus gularis），又稱貪食天竺鯛、貪食鸚天竺鯛，為輻鰭魚綱鈎頭魚目天竺鯛科鸚天竺鯛屬的其中一個種。

## 分布
本魚分布於西印度洋區，包括巴林與阿曼等海域。

## 深度
水深30至40公尺。

## 特徵
本魚體延長而側扁，眼大，口大略下位。體呈銀白色,尾鰭略凹入，吻部至眼睛有一深色條紋，體長可達6.6公分。

## 生態
本魚棲息於沙泥底質的海域，夜間出來覓食，屬肉食性。繁殖期時，雄魚具有口孵習性，卵約7日化成仔魚，由雄魚吐出，具短暫的仔魚飄浮期。

## 經濟利用
不具經濟價值。